# Mitthyridium letestui
Mitthyridium letestui là một loài rêu trong họ Calymperaceae. Loài này được Thér. & P. de la Varde H. Rob. mô tả khoa học đầu tiên năm 1975.